# Warasz
Warasz (ukr. Вараш; dawniej Kuzniecowsk – ukr. Кузнецо́вськ) – miasto na Ukrainie, w obwodzie rówieńskim, nad rzeką Styr. W 2022 liczyło 41 711 mieszkańców. Zlokalizowana tu jest Rówieńska Elektrownia Jądrowa. Ośrodek przemysłu spożywczego.

## Historia
Do 1973 wieś Warasz, przed wojną w gminie Rafałówka, w latach 1973-2016 miasto nosiło nazwę Kuzniecowsk na cześć Nikołaja Kuzniecowa, radzieckiego agenta działającego jako oficer Wehrmachtu na zachodniej Ukrainie w latach 1942-1944, od 2016 roku ponownie Warasz. Nieopodal miasta znajduje się jedna z 4 czynnych elektrowni atomowych na Ukrainie Rówieńska Elektrownia Jądrowa.

## Transport
Znajduje się tu przystanek kolejowy Warasz, położony na linii Sarny – Kowel.

## Galeria zdjęć

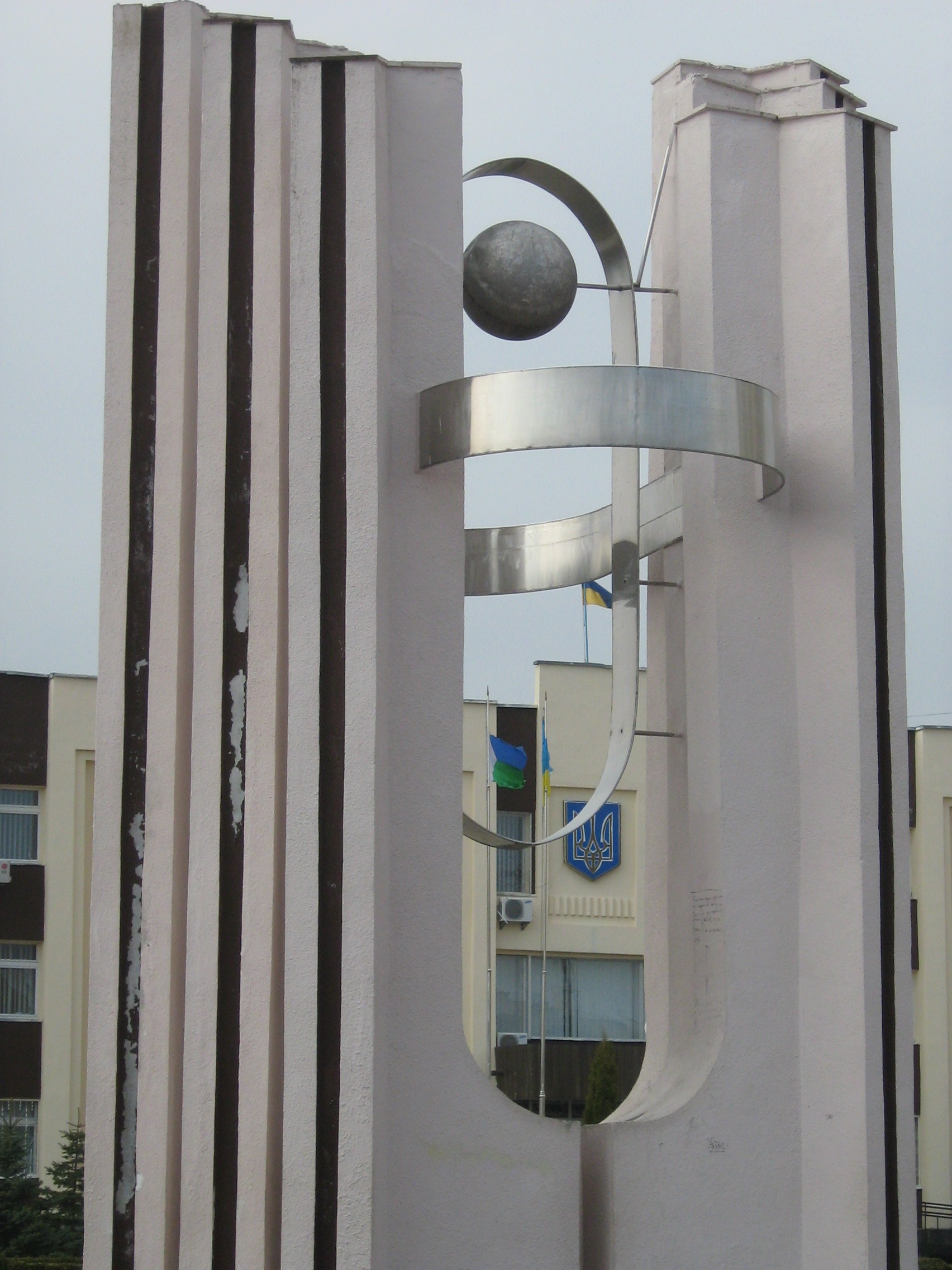
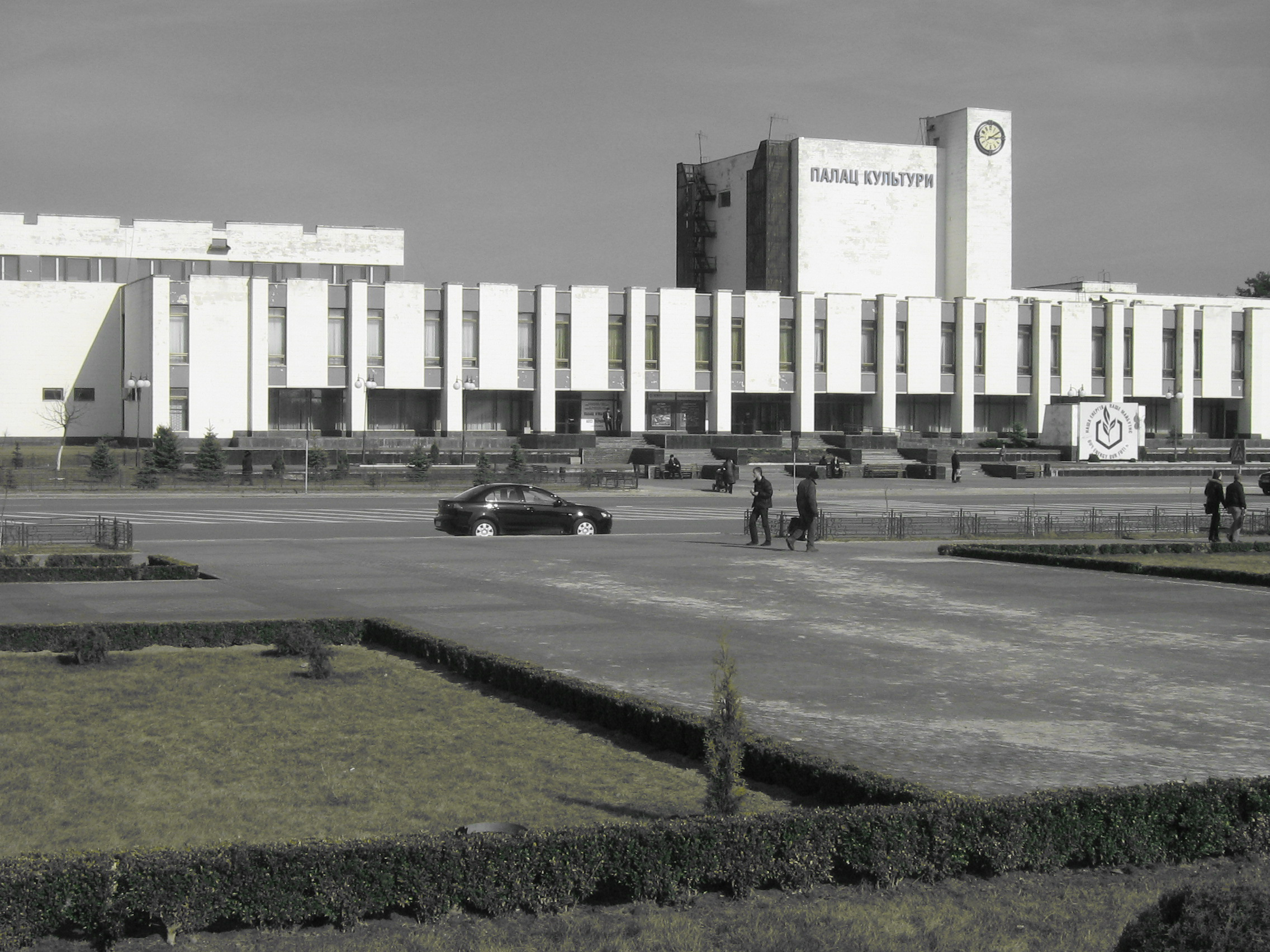
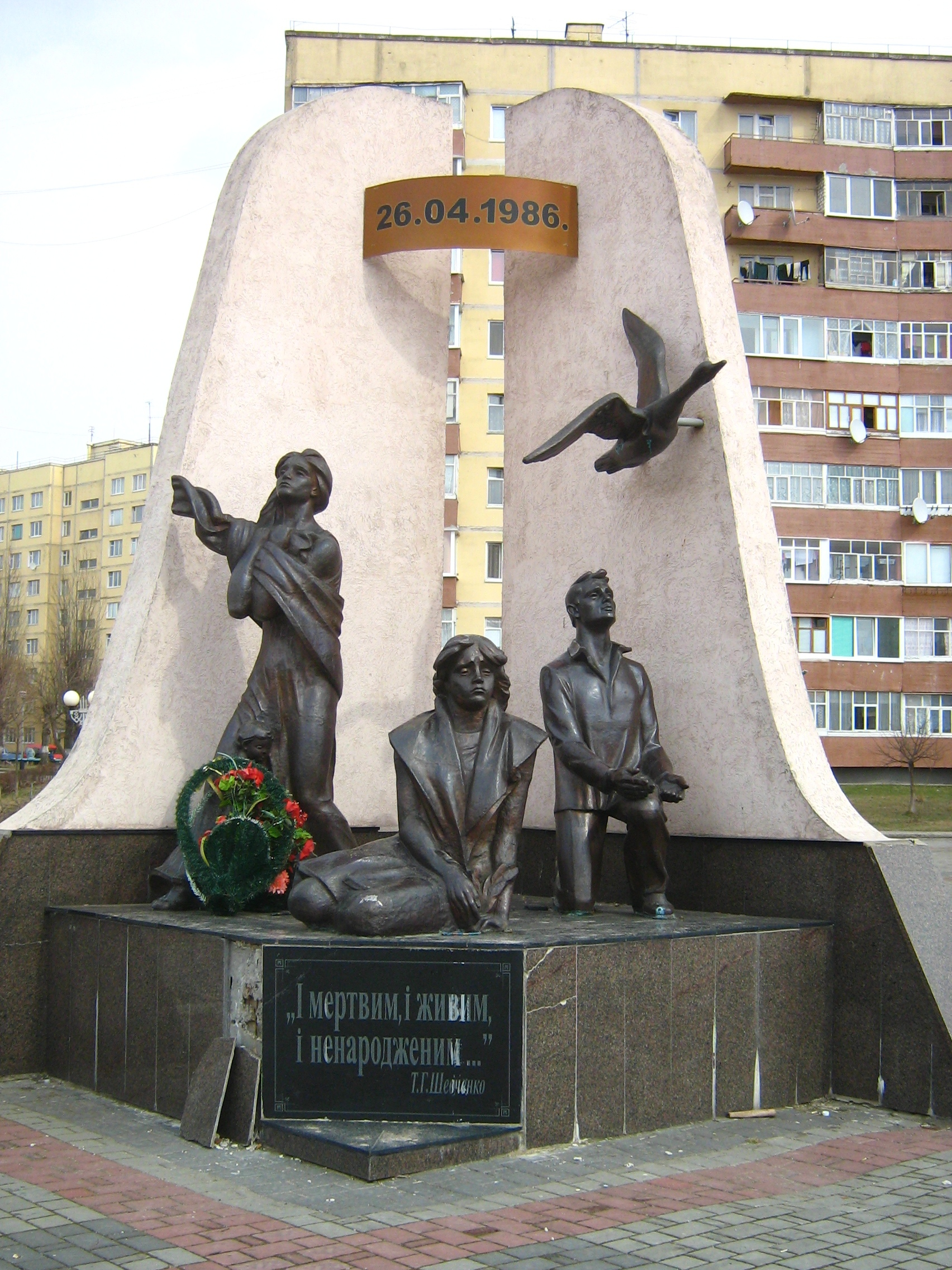
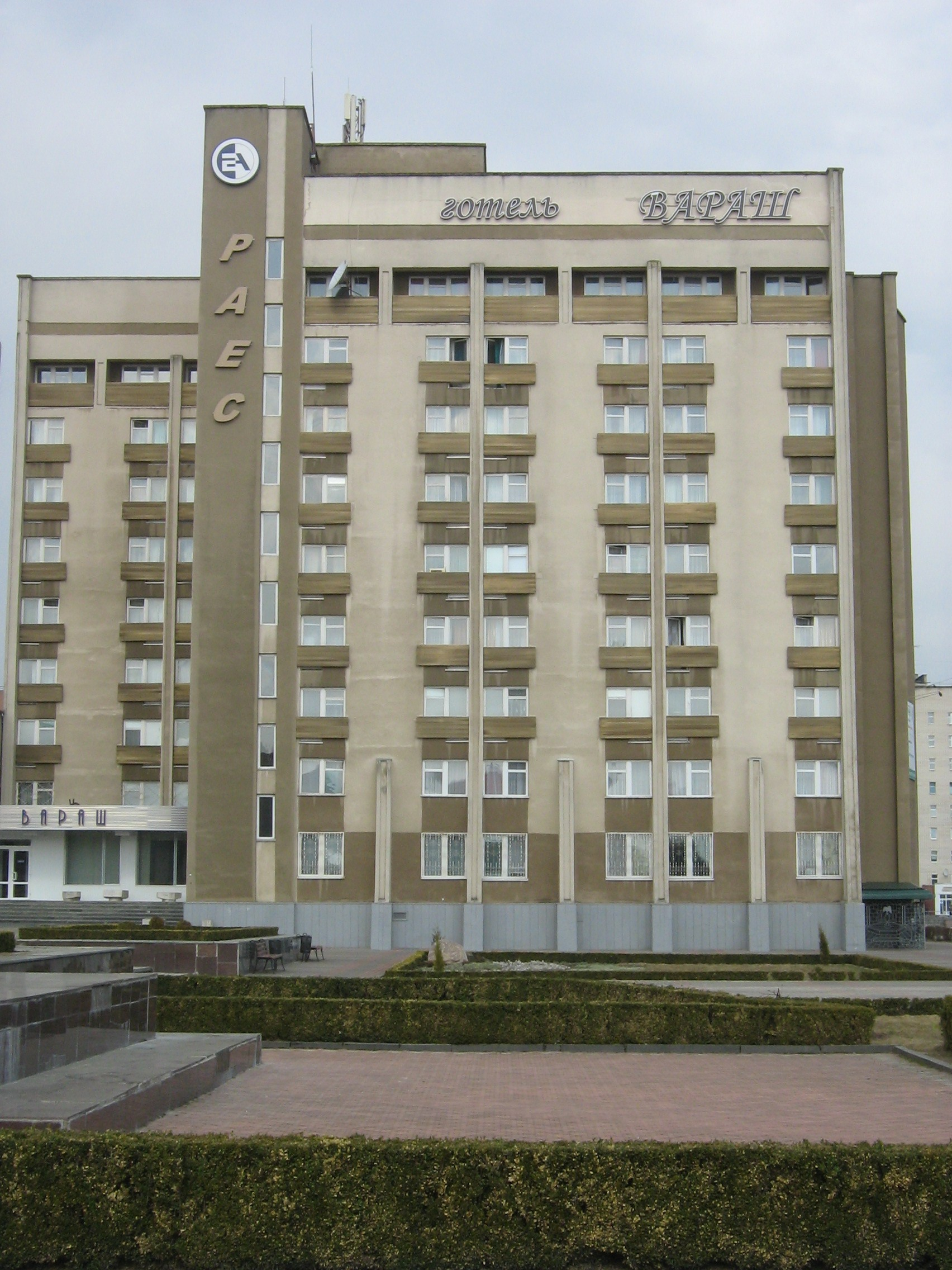
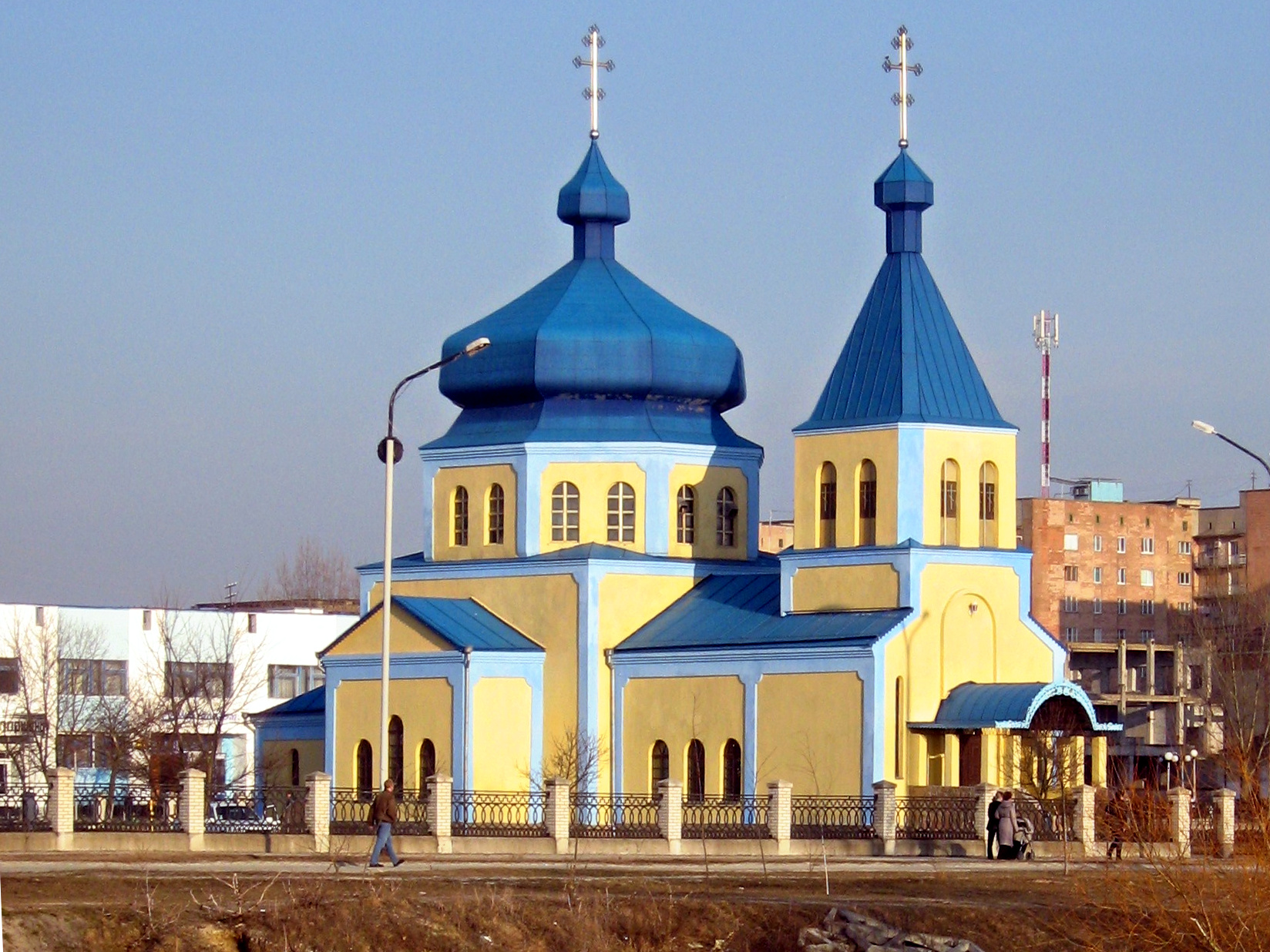
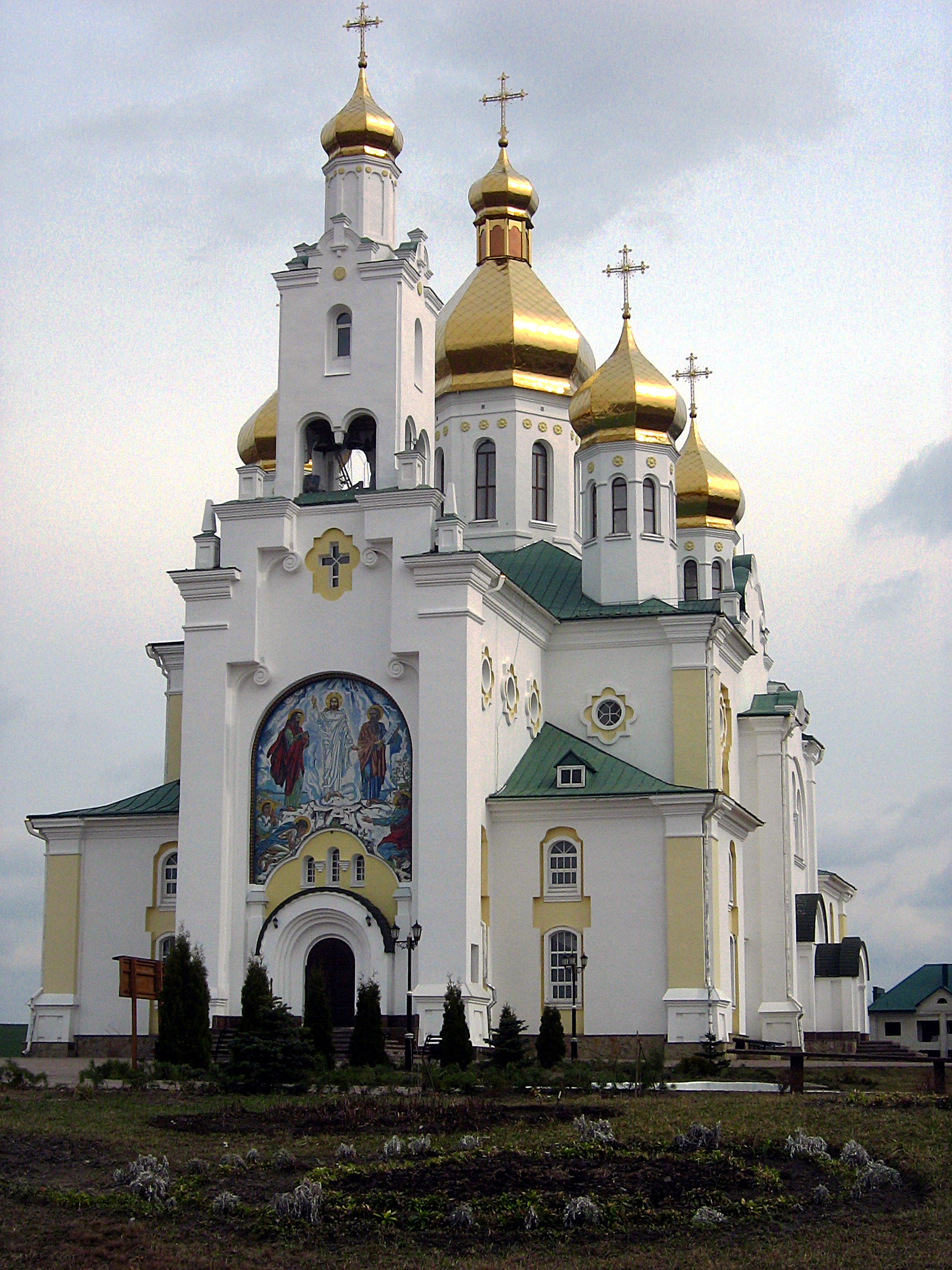
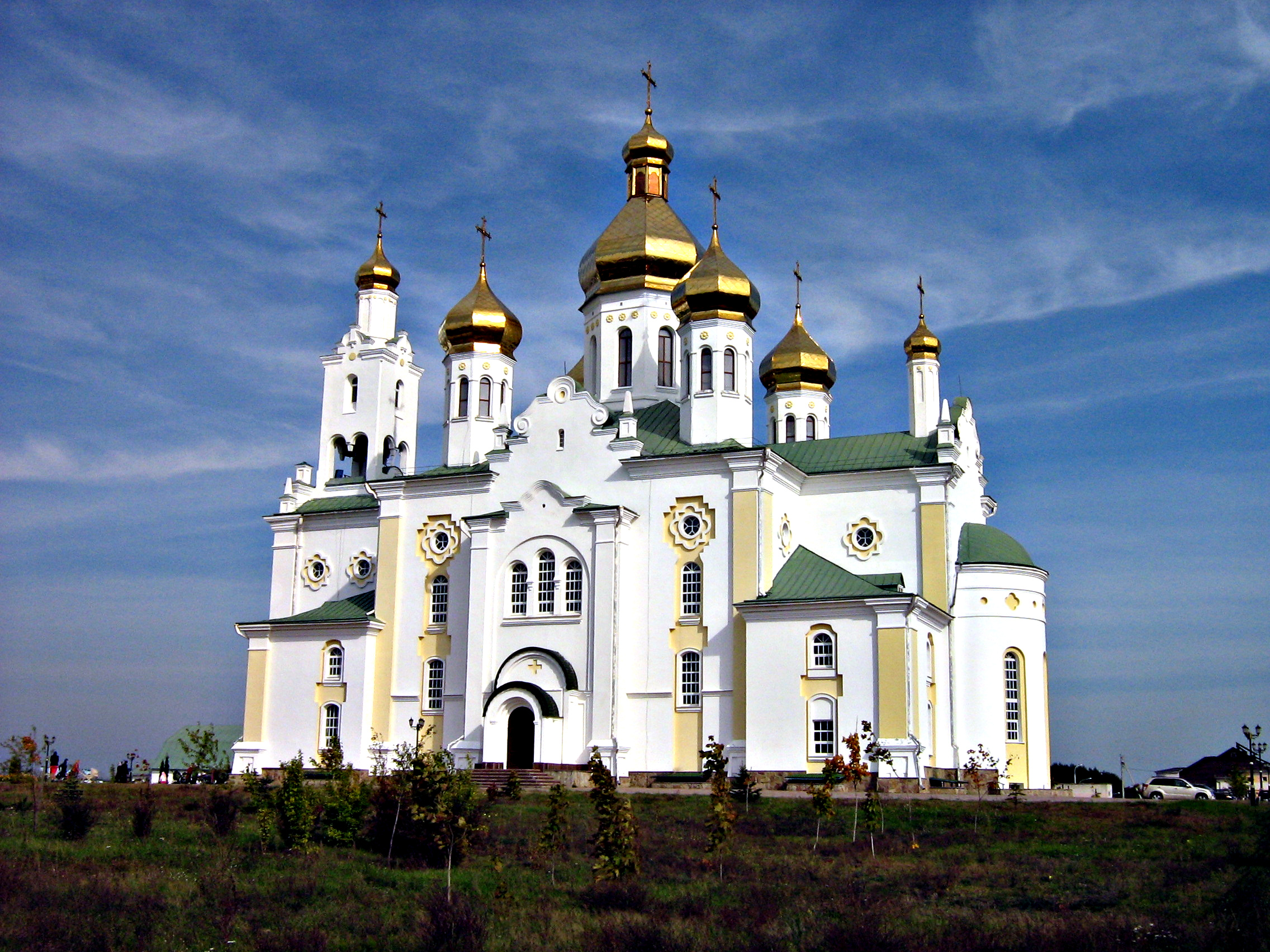
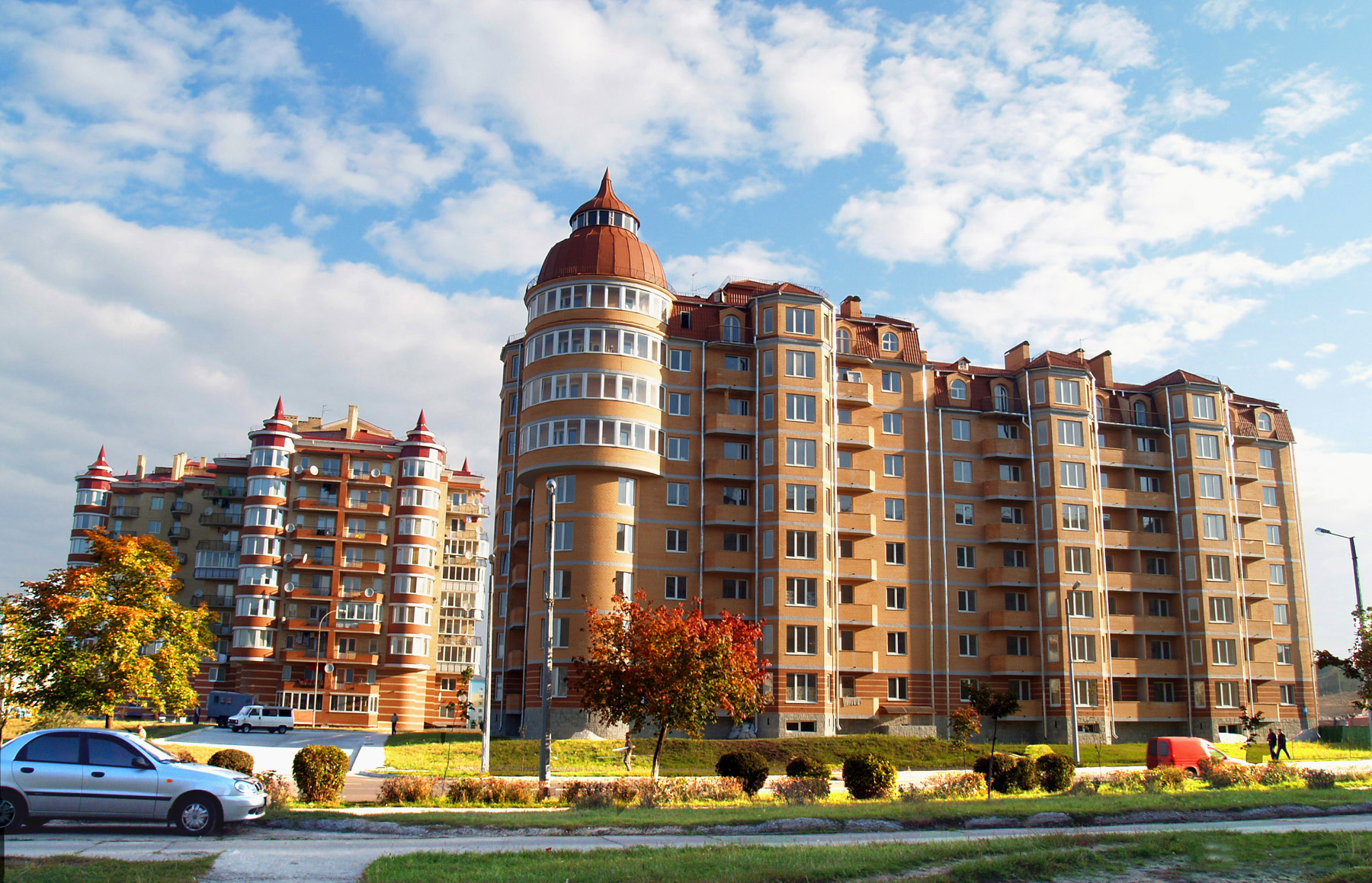